# Jason Washburn
Jason Colin Washburn (ur. 5 czerwca 1990) – amerykański koszykarz, występujący na pozycji środkowego, obecnie zawodnik U-Banca Transylwania Kluż-Napoka.
21 sierpnia 2018 został zawodnikiem rumuńskiego U-Banca Transylwania Kluż-Napoka.

## Osiągnięcia
Stan na 30 lipca 2018 na podstawie, o ile nie zaznaczono inaczej.
NCAA
- Zaliczony do składu All-Pac-12 Honorable Mention Team (2013)
- Lider konferencji PAC 12 w skuteczności rzutów z gry (2013)[3]

Drużynowe
- Mistrz:
  - Ligi Bałkańskiej (2016)
  - Kosowa (2016)
- Zdobywca pucharu Kosowa (2016)
- Uczestnik rozgrywek:
  - VTB (2014)
  - EuroChallenge (2014)[4]